# Vichtis kommunvapen

Vichtis kommunvapen

Vichtis kommunvapen är det heraldiska vapnet för Vichtis i det finländska landskapet Nyland. Vapnet ritades av Gustaf von Numers och Finlands inrikesministerium fastställde vapnet 12 juli 1953. Vapnets motiv är ett förgyllt vattenhjul med två blå vågor i form av en störtad sparre. Vapnets bilder representerar kommunens mångsidiga vattendrag. Vågor i störtad sparre representerar kommunens initial. Vapnet har en förgylld bakgrund. 